# 纽芬兰爱尔兰语
纽芬兰爱尔兰语是一种曾经分布在当今的加拿大纽芬兰岛上的已经灭绝了的方言。因为持该语言的人主要是从爱尔兰南部的沃特福德、韦克斯福德等地移民而来，这种语言和如今爱尔兰岛上东南部所讲的芒斯特方言非常相似。

## 爱尔兰人在纽芬兰岛上定居
根据皇家宪章，在1610到1628年间有七个英属殖民地在纽芬兰岛上建立起来。同时以伦敦为基地的商业公司大量雇佣凯尔特语族的农民来开垦这些地方。这些农民多数讲威尔士语，但也有大量讲爱尔兰语的人口。在农村地区，爱尔兰语一直延续到了20世纪中期。有证据表明，在17世纪和18世纪，这些农民只讲爱尔兰语。
法律文件表明当时很多被告要求爱尔兰语翻译，这说明在阿瓦隆半岛上许多地方的主要语言是爱尔兰语而不是英语。

## 现状
2001年的人口普查表明有10位纽芬兰人以盖尔语为母语PDF（8.25 KB）。但是这份报告没有指明这种盖尔语究竟是爱尔兰语还是苏格兰盖尔语，因为在加拿大盖尔语同时指这两种语言。有纽芬兰纪念大学的学者指出纽芬兰爱尔兰语已经在20世纪中期灭亡。